# Бызанчи
Бызанчи (также пызанчи, хучир у монголов, бозаншы у казахов) — древний смычковый четырёхструнный (иногда двуструнный) инструмент с длинным грифом без ладов и выпуклым корпусом (общая высота 1,2 м). Имеет родство с китайской скрипкой эрху. Ю. Шейкин классифицирует инструмент как «смычковую трубчатую пиколютню».
Корпус-резонатор бызанчи изготавливается из дерева или рога и имеет цилиндрическую, коническую или шести-/восьмигранную форму, с открытого конца затягивается кожей или закрывается декой из дерева. Струны изготавливаются из конского волоса и настраиваются попарно в унисон; пара 2/4 на кварту выше пары 1/3 (однако, согласно БСЭ, строй квинтовый).
Бызанчи опирают на колено и держат вертикально. Игра осуществляется движением смычка одновременно по паре настоенных в унисон струн. Пальцы левой руки располагаются под струнами, касания ими струн создают эффект флажолета.
Распространены в Казахстане, Бурятии, Монголии, Туве. Экземпляр бызанчи хранится в Казахстанском музее музыкальных инструментов в Алма-Ате.